# Wilhelm Anton Riedemann
Wilhelm Anton Riedemann, seit 1917 von Riedemann (* 8. Dezember 1832 in Meppen; † 20. Januar 1920 in Lugano) war ein deutscher Kaufmann, Unternehmer und Pionier der Tankschifffahrt.

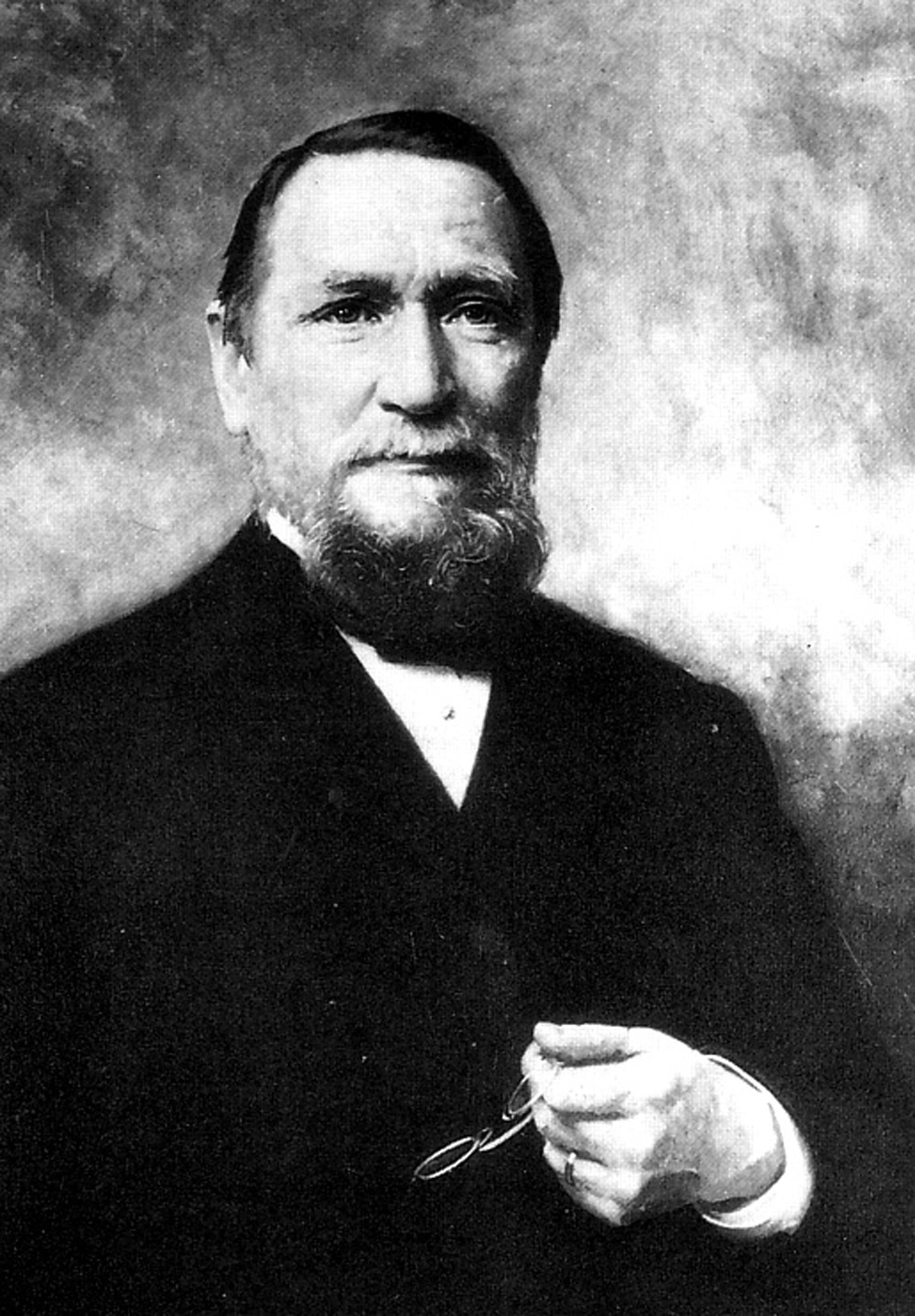
Wilhelm Anton Riedemann

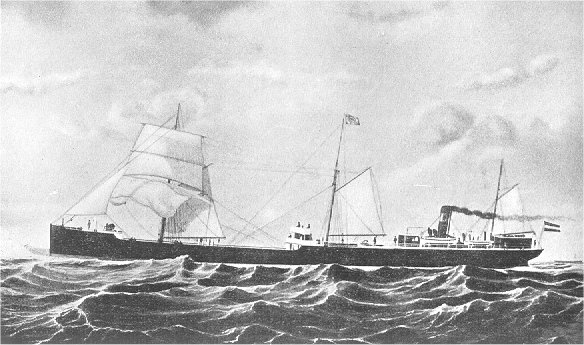
Der Tanker Glückauf

## Leben
Riedemann war der Sohn des Eisenwarenhändlers Hermann Heinrich Riedemann (1796–1846) und seiner Frau Anna Maria Deymann (1800–1883), einer Schwester von Matthias Deymann. Er wuchs in Amerika auf und nach dem Tod des Vaters kehrte die Familie nach Deutschland zurück.
Er machte ein Lehre als Kaufmann und war erfolgreich als Vertreter für Papierwaren und Farben. Zunächst eröffnete er in Geestemünde einen Krämerladen, mietete dann zwei Schuppen in Geestemünde und handelte nun auch mit Petroleum. Am 1. Februar 1863 gründete Riedemann in Bremen-Lehe ein Agentur-, Inkasso- und Speditionsgeschäft.

### Spediteur und Reeder in Geestemünde
Riedemann kam mit den Bremer Ölkaufleuten Franz Ernst Schütte (1836–1911) und Carl Schütte (1839–1917) in Verbindung und arbeitete mit den Erben der Firma Albert Nicolaus Schütte & Söhne zusammen. Er beteiligte sich als Spediteur am Ölgeschäft. Zudem gründete er eine Reederei. Nach dem Ausbau des Geestemünder Hafens (um 1877) beteiligte er sich auch am Ausbau des Hamburger Petroleumhafens.

### Bau des ersten Tankers (1885)

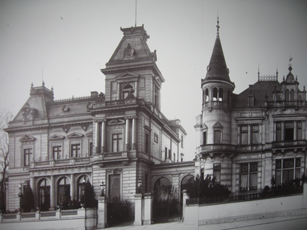
Am Alsterufer 27 und 28, die Villa von Riedemann (links) und seines Schwiegersohns Eduard Sanders (rechts) wurden später verbunden und war von 1951 bis 2022 der Sitz des Amerikanischen Generalkonsulats in Hamburg (Foto um 1893)

Da beim Transport von Petroleum in den damals üblichen Holzfässern Leckageverluste bis zu 30 Prozent auftraten, ließ Riedemann das Vollschiff Andromeda auf der Joh. C. Tecklenborg Werft 1885 zum ersten Tanksegler umbauen. 1885 baute er den ersten Petroleumtank in Deutschland. In Newcastle upon Tyne ließ er den ersten Tankdampfer der Welt bauen, die Glückauf, wegen der Explosionsgefahr auch spöttisch als Fliegauf, bezeichnet. Sie war 97 Meter lang, konnte rund 3000 Tonnen Öl laden und lief am 13. Juli 1886 zu ihrer ersten Fahrt von Hamburg in die Vereinigten Staaten aus.
1884 erbaute Riedemann an der Borriesstraße im preußischen Geestemünde sein großes Palais, das später von seiner Schwester bewohnt wurde und dann der Sitz der Freimaurerloge Zum rechtweisenden Compaß war. 1885 wurde er zum preußischen Kommerzienrat ernannt. 1891 bezog er eine von Martin Haller erbaute Villa am Alsterufer 27, das ehemalige Amerikanische Generalkonsulat in Hamburg.

### Gründung der Deutsch-Amerikanischen Petroleum Gesellschaft (1890)

Emailleschild der Deutsch-Amerikanischen Petroleum Gesellschaft.

1890 war Riedemann zusammen mit Franz und Carl Schütte und der Standard Oil Company des Ölmagnaten John D. Rockefeller Mitbegründer der Deutsch-Amerikanischen Petroleum Gesellschaft (DAPG) mit Sitz in Hamburg (seit 1950 Esso). Seine Reederei, die Rhederei der DAPG verlegte 1892 ihren Sitz von Bremen nach Hamburg. 1928 wurde diese Reederei in Waried Tankschiff Rhederei umbenannt. 1904 erlangten die amerikanischen Teilhaber den entscheidenden Einfluss auf die Deutsch-Amerikanische Petroleum Gesellschaft.
Durch den Transport in Tankschiffen verringerte sich der Preis des Petroleums um 50 Prozent. Beim Ausbruch des Ersten Weltkriegs verfügten die Firmen, an denen er beteiligt war, über die größte Tankerflotte der Welt.

### Bekennender Katholik

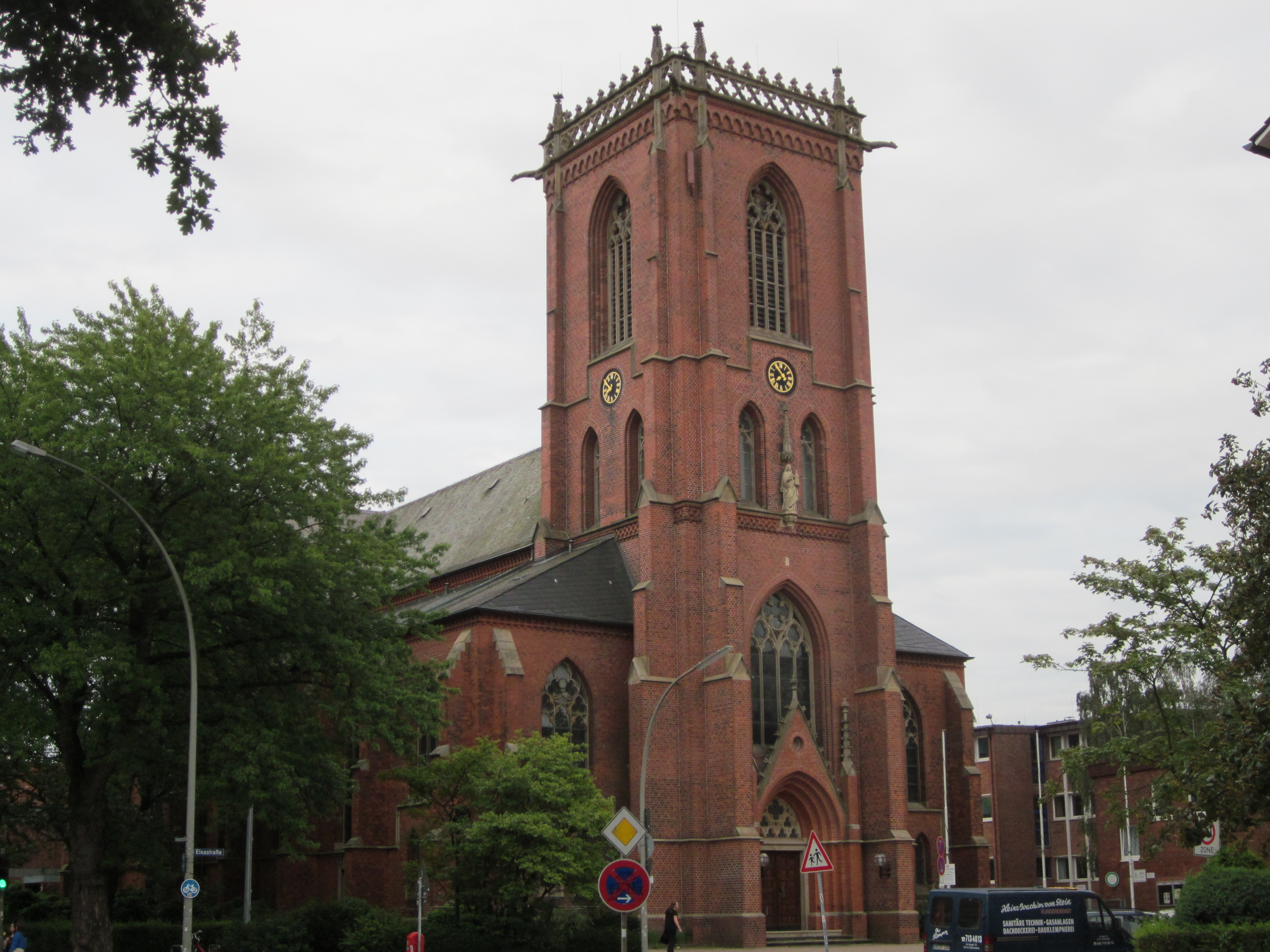
Von Riedemann gestiftet: St. Sophien in Barmbek-Süd.

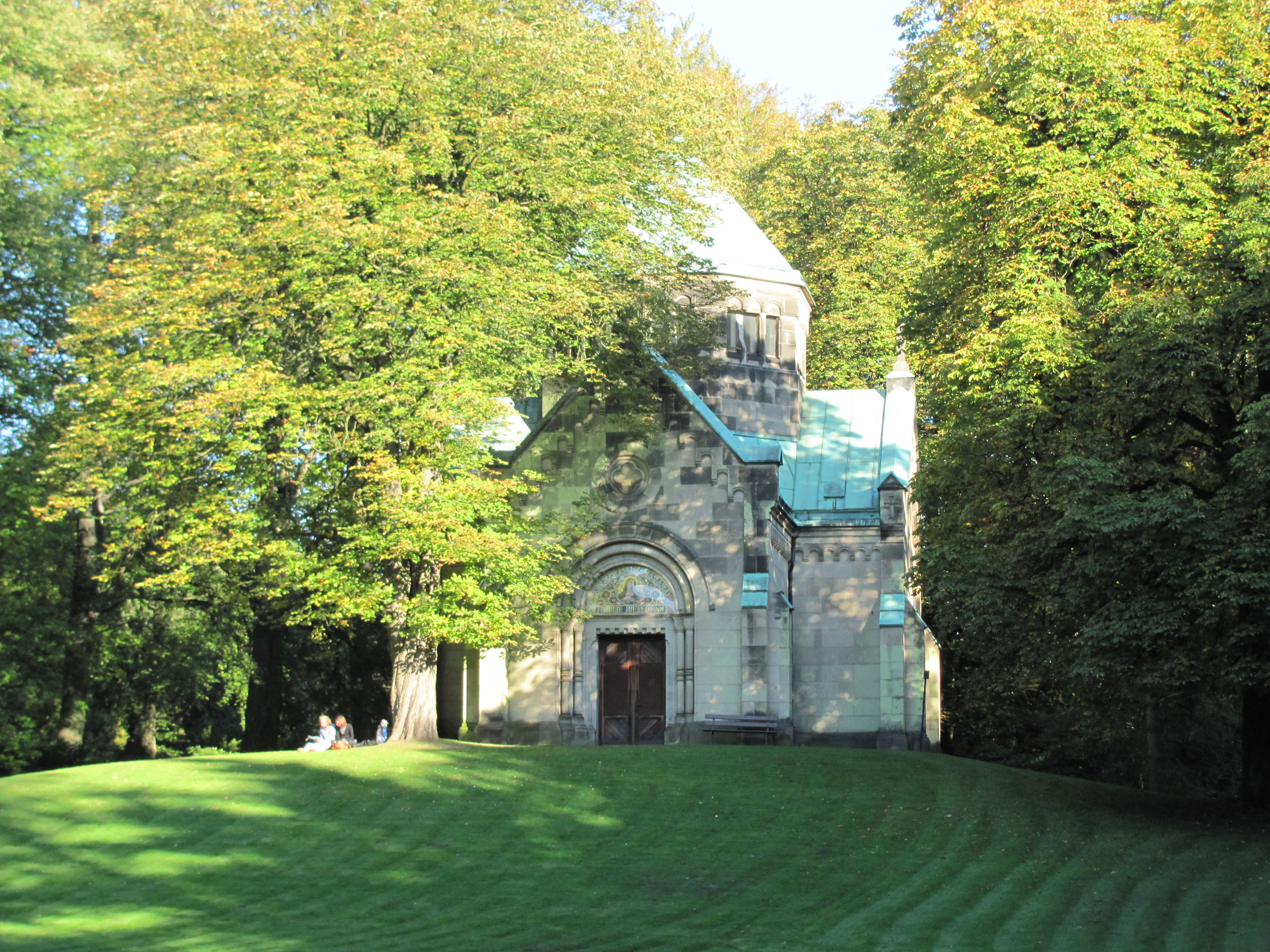
Mausoleum Riedemann,
Friedhof Ohlsdorf

Riedemanns gesellschaftlicher und geschäftlicher Aufstieg wurde dadurch gehemmt, dass er viel Zeit für seine Anschauung als bekennender Katholik investierte. Zeitlebens mit seiner emsländischen Heimat verbunden, war er häufig in Meppen und Haselünne – dem Geburtsort seiner Ehefrau Sophie Bödiker (1845–1921) – wo er sich oft mit deren einflussreichem Bruder, dem Direktor des Reichsversicherungsamtes, Anton Bödiker, genannt Tonio, traf. Riedemann gab gerade in Meppen und Haselünne viel Geld für wohltätige Zwecke, doch auch in Geestemünde und Hamburg spendete er für die katholische Kirche und deren Einrichtungen. In Hamburg-Barmbek-Süd stiftete er die St.-Sophien-Kirche, deren Patrozinium nach dem Namen seiner Ehefrau gewählt wurde. Aufgrund seiner großzügigen finanziellen Hilfe wurde Riedemann 1912 Ehrenbürger von Meppen und Haselünne. Da der Katholik sich im protestantischen Hamburg nicht recht einlebte, zog die Familie 1917 kurz vor Kriegsende ins schweizerische Lugano.

### Nachfahren
Riedemann hatte fünf Söhne und eine Tochter. – Siehe dazu auch Stammtafel der Familie Riedemann. Nach dem Tod 1905 seiner 19-jährigen Tochter Sophie ließ Riedemann in Hamburg 1905 auf dem Ohlsdorfer Friedhof gegenüber Kapelle 8 das Riedemann-Mausoleum errichten. 1950 wurde es geräumt und die dort Beigesetzten nach Savosa im Bezirk Lugano des Kantons Tessin in die Schweiz umgebettet, wo sich die Cappella Mortuaria der Familie von Riedemann befindet.

## Ehrungen
- 1885: Ernennung zum preußischen Kommerzienrat
- April 1917: erblicher preußischer Adelsstand als von Riedemann[3][4]
- Ehrenbürger von Meppen und Haselünne
- In seiner Geburtsstadt Meppen wurde eine Straße nach ihm benannt.
- In Bremen, Nähe des Ölhafens, wurde eine Straße nach ihm benannt.
- In Bremerhaven, Nähe des Fischereihafens, wurde eine Straße nach ihm benannt.
- In Berlin-Charlottenburg-Nord wurde eine Straße nach ihm benannt,[5] in der am Kanalufer seit 1896 eine Petroleumfabrik und Tanklager eingerichtet wurden.